# Aire urbaine de Pau
L'aire urbaine de Pau est une aire urbaine française centrée sur les 53 communes de l'unité urbaine de Pau. Composée de 167 communes dans sa délimitation 2010, elle était peuplée de 240 857 habitants en 2012.
En 2020, l'Insee définit un nouveau zonage d'étude : les aires d'attraction des villes. L'aire d'attraction de Pau remplace désormais son aire urbaine, avec un périmètre différent.

## Caractéristiques dans la délimitation de 1999
D'après la définition qu'en donne l'INSEE, l'aire urbaine de Pau est composée de 167 communes. Ces dernières sont toutes situées dans les Pyrénées-Atlantiques, hormis Ferrières située dans les Hautes-Pyrénées . Ses 240 898 habitants font d'elle la 43e aire urbaine de France.
53 communes de l'aire urbaine sont des pôles urbains les Unité urbaine de Soumoulou et Unité urbaine de Pau.
Le tableau suivant détaille la répartition de l'aire urbaine sur le département (les pourcentages s'entendent en proportion du département) :
| Département          | Communes | Communes (%) | Superficie (km²) | Superficie (%) | Population (2011) | Population (%) |
| -------------------- | -------- | ------------ | ---------------- | -------------- | ----------------- | -------------- |
| Pyrénées-Atlantiques | 166      | 30,3         | 1 305,74         | 17,1           | 240 898           | 36,7 %         |

## Communes
Voici la liste des communes françaises de l'aire urbaine de Pau.
| Code INSEE | Commune                | Type                  | Département          | Superficie (km²) | Population (1999) | Densité (hab./km²) |
| ---------- | ---------------------- | --------------------- | -------------------- | ---------------- | ----------------- | ------------------ |
| 64002      | Abère                  | Commune monopolarisée | Pyrénées-Atlantiques | +0005,81         | +00 000133,       | +00022,89          |
| 64021      | Andoins                | Commune monopolarisée | Pyrénées-Atlantiques | +0012,22         | +00 000522,       | +00042,72          |
| 64023      | Angaïs                 | Pôle urbain           | Pyrénées-Atlantiques | +0005,94         | +00 000739,       | +00124,41          |
| 64027      | Anos                   | Commune monopolarisée | Pyrénées-Atlantiques | +0001,79         | +00 000149,       | +00083,24          |
| 64028      | Anoye                  | Commune monopolarisée | Pyrénées-Atlantiques | +0009,65         | +00 000142,       | +00014,72          |
| 64037      | Arbus                  | Commune monopolarisée | Pyrénées-Atlantiques | +0013,89         | +0 0001 031,      | +00074,23          |
| 64041      | Aressy                 | Pôle urbain           | Pyrénées-Atlantiques | +0002,15         | +00 000543,       | +00252,56          |
| 64043      | Argelos                | Commune monopolarisée | Pyrénées-Atlantiques | +0006,01         | +00 000217,       | +00036,11          |
| 64048      | Arnos                  | Commune monopolarisée | Pyrénées-Atlantiques | +0005,69         | +000 00068,       | +00011,95          |
| 64053      | Arrien                 | Commune monopolarisée | Pyrénées-Atlantiques | +0004,46         | +00 000135,       | +00030,27          |
| 64054      | Arros-de-Nay           | Pôle urbain           | Pyrénées-Atlantiques | +0013,47         | +00 000728,       | +00054,05          |
| 64058      | Arthez-d'Asson         | Commune monopolarisée | Pyrénées-Atlantiques | +0007,32         | +00 000508,       | +00069,4           |
| 64059      | Artigueloutan          | Commune monopolarisée | Pyrénées-Atlantiques | +0008,12         | +00 000722,       | +00088,92          |
| 64060      | Artiguelouve           | Pôle urbain           | Pyrénées-Atlantiques | +0010,74         | +0 0001 252,      | +00116,57          |
| 64067      | Assat                  | Pôle urbain           | Pyrénées-Atlantiques | +0009,47         | +0 0001 479,      | +00156,18          |
| 64068      | Asson                  | Commune monopolarisée | Pyrénées-Atlantiques | +0083,02         | +0 0001 771,      | +00021,33          |
| 64070      | Astis                  | Commune monopolarisée | Pyrénées-Atlantiques | +0003,16         | +00 000266,       | +00084,18          |
| 64072      | Aubertin               | Commune monopolarisée | Pyrénées-Atlantiques | +0017,16         | +00 000632,       | +00036,83          |
| 64073      | Aubin                  | Commune monopolarisée | Pyrénées-Atlantiques | +0005,84         | +00 000183,       | +00031,34          |
| 64077      | Auga                   | Commune monopolarisée | Pyrénées-Atlantiques | +0004,03         | +00 000113,       | +00028,04          |
| 64078      | Auriac                 | Commune monopolarisée | Pyrénées-Atlantiques | +0005,23         | +00 000209,       | +00039,96          |
| 64080      | Aussevielle            | Pôle urbain           | Pyrénées-Atlantiques | +0003,26         | +00 000479,       | +00146,93          |
| 64089      | Baleix                 | Commune monopolarisée | Pyrénées-Atlantiques | +0006,47         | +00 000120,       | +00018,55          |
| 64091      | Baliros                | Pôle urbain           | Pyrénées-Atlantiques | +0003,64         | +00 000377,       | +00103,57          |
| 64095      | Barinque               | Commune monopolarisée | Pyrénées-Atlantiques | +0009,           | +00 000489,       | +00054,33          |
| 64101      | Baudreix               | Pôle urbain           | Pyrénées-Atlantiques | +0002,           | +00 000473,       | +00236,5           |
| 64103      | Bédeille               | Commune monopolarisée | Pyrénées-Atlantiques | +0003,85         | +00 000200,       | +00051,95          |
| 64109      | Bénéjacq               | Pôle urbain           | Pyrénées-Atlantiques | +0017,04         | +0 0001 603,      | +00094,07          |
| 64114      | Bernadets              | Commune monopolarisée | Pyrénées-Atlantiques | +0003,68         | +00 000519,       | +00141,03          |
| 64119      | Beuste                 | Commune monopolarisée | Pyrénées-Atlantiques | +0005,84         | +00 000553,       | +00094,69          |
| 64121      | Beyrie-en-Béarn        | Commune monopolarisée | Pyrénées-Atlantiques | +0002,72         | +00 000131,       | +00048,16          |
| 64129      | Billère                | Pôle urbain           | Pyrénées-Atlantiques | +0004,57         | +00013 398,       | +02 931,73         |
| 64132      | Bizanos                | Pôle urbain           | Pyrénées-Atlantiques | +0004,42         | +0 0004 673,      | +01 057,24         |
| 64133      | Boeil-Bezing           | Pôle urbain           | Pyrénées-Atlantiques | +0008,5          | +00 000935,       | +00110,            |
| 64137      | Bordères               | Pôle urbain           | Pyrénées-Atlantiques | +0004,58         | +00 000657,       | +00143,45          |
| 64138      | Bordes                 | Pôle urbain           | Pyrénées-Atlantiques | +0007,27         | +0 0001 941,      | +00266,99          |
| 64139      | Bosdarros              | Commune monopolarisée | Pyrénées-Atlantiques | +0024,77         | +00 000937,       | +00037,83          |
| 64142      | Bougarber              | Commune monopolarisée | Pyrénées-Atlantiques | +0010,29         | +00 000650,       | +00063,17          |
| 64143      | Bouillon               | Commune monopolarisée | Pyrénées-Atlantiques | +0003,27         | +000 00098,       | +00029,97          |
| 64144      | Boumourt               | Commune monopolarisée | Pyrénées-Atlantiques | +0008,03         | +00 000126,       | +00015,69          |
| 64145      | Bourdettes             | Pôle urbain           | Pyrénées-Atlantiques | +0002,24         | +00 000321,       | +00143,3           |
| 64146      | Bournos                | Commune monopolarisée | Pyrénées-Atlantiques | +0005,74         | +00 000257,       | +00044,77          |
| 64148      | Bruges-Capbis-Mifaget  | Commune monopolarisée | Pyrénées-Atlantiques | +0016,55         | +00 000915,       | +00055,29          |
| 64152      | Buros                  | Pôle urbain           | Pyrénées-Atlantiques | +0013,81         | +0 0001 416,      | +00102,53          |
| 64153      | Burosse-Mendousse      | Commune monopolarisée | Pyrénées-Atlantiques | +0005,62         | +000 00070,       | +00012,46          |
| 64167      | Carrère                | Commune monopolarisée | Pyrénées-Atlantiques | +0006,61         | +00 000169,       | +00025,57          |
| 64183      | Caubios-Loos           | Commune monopolarisée | Pyrénées-Atlantiques | +0007,2          | +00 000411,       | +00057,08          |
| 64184      | Cescau                 | Commune monopolarisée | Pyrénées-Atlantiques | +0007,98         | +00 000349,       | +00043,73          |
| 64190      | Claracq                | Commune monopolarisée | Pyrénées-Atlantiques | +0009,87         | +00 000208,       | +00021,07          |
| 64191      | Coarraze               | Pôle urbain           | Pyrénées-Atlantiques | +0014,84         | +0 0002 068,      | +00139,35          |
| 64194      | Coslédaà-Lube-Boast    | Commune monopolarisée | Pyrénées-Atlantiques | +0013,92         | +00 000312,       | +00022,41          |
| 64198      | Denguin                | Pôle urbain           | Pyrénées-Atlantiques | +0012,29         | +0 0001 462,      | +00118,96          |
| 64200      | Doazon                 | Commune monopolarisée | Pyrénées-Atlantiques | +0006,14         | +00 000156,       | +00025,41          |
| 64203      | Doumy                  | Commune monopolarisée | Pyrénées-Atlantiques | +0006,39         | +00 000185,       | +00028,95          |
| 64208      | Escoubès               | Commune monopolarisée | Pyrénées-Atlantiques | +0006,44         | +00 000231,       | +00035,87          |
| 64210      | Escurès                | Commune monopolarisée | Pyrénées-Atlantiques | +0004,18         | +00 000138,       | +00033,01          |
| 64211      | Eslourenties-Daban     | Commune monopolarisée | Pyrénées-Atlantiques | +0005,06         | +00 000193,       | +00038,14          |
| 64212      | Espéchède              | Commune monopolarisée | Pyrénées-Atlantiques | +0009,32         | +00 000142,       | +00015,24          |
| 64216      | Espoey                 | Commune monopolarisée | Pyrénées-Atlantiques | +0013,43         | +00 000824,       | +00061,36          |
| 64227      | Gabaston               | Commune monopolarisée | Pyrénées-Atlantiques | +0012,73         | +00 000562,       | +00044,15          |
| 64230      | Gan                    | Pôle urbain           | Pyrénées-Atlantiques | +0039,62         | +0 0004 971,      | +00125,47          |
| 64237      | Gelos                  | Pôle urbain           | Pyrénées-Atlantiques | +0011,03         | +0 0003 666,      | +00332,37          |
| 64239      | Gerderest              | Commune monopolarisée | Pyrénées-Atlantiques | +0006,56         | +00 000108,       | +00016,46          |
| 64246      | Gomer                  | Commune monopolarisée | Pyrénées-Atlantiques | +0003,24         | +00 000162,       | +00050,            |
| 64257      | Haut-de-Bosdarros      | Commune monopolarisée | Pyrénées-Atlantiques | +0012,31         | +00 000251,       | +00020,39          |
| 64262      | Higuères-Souye         | Commune monopolarisée | Pyrénées-Atlantiques | +0007,35         | +00 000258,       | +00035,1           |
| 64269      | Idron                  | Pôle urbain           | Pyrénées-Atlantiques | +0007,78         | +0 0003 144,      | +00404,11          |
| 64270      | Igon                   | Pôle urbain           | Pyrénées-Atlantiques | +0005,33         | +00 000820,       | +00153,85          |
| 64284      | Jurançon               | Pôle urbain           | Pyrénées-Atlantiques | +0018,78         | +0 0007 378,      | +00392,86          |
| 64288      | Labastide-Cézéracq     | Commune monopolarisée | Pyrénées-Atlantiques | +0005,01         | +00 000450,       | +00089,82          |
| 64290      | Labastide-Monréjeau    | Commune monopolarisée | Pyrénées-Atlantiques | +0008,19         | +00 000349,       | +00042,61          |
| 64299      | Lacommande             | Commune monopolarisée | Pyrénées-Atlantiques | +0003,33         | +00 000172,       | +00051,65          |
| 64302      | Lagos                  | Pôle urbain           | Pyrénées-Atlantiques | +0004,46         | +00 000501,       | +00112,33          |
| 64307      | Lalongue               | Commune monopolarisée | Pyrénées-Atlantiques | +0007,94         | +00 000180,       | +00022,67          |
| 64308      | Lalonquette            | Commune monopolarisée | Pyrénées-Atlantiques | +0005,32         | +00 000225,       | +00042,29          |
| 64315      | Laroin                 | Pôle urbain           | Pyrénées-Atlantiques | +0007,04         | +00 000849,       | +00120,6           |
| 64318      | Larreule               | Commune monopolarisée | Pyrénées-Atlantiques | +0010,05         | +00 000187,       | +00018,61          |
| 64321      | Lasclaveries           | Commune monopolarisée | Pyrénées-Atlantiques | +0006,13         | +00 000201,       | +00032,79          |
| 64324      | Lasseube               | Commune monopolarisée | Pyrénées-Atlantiques | +0048,6          | +0 0001 526,      | +00031,4           |
| 64329      | Lée                    | Pôle urbain           | Pyrénées-Atlantiques | +0002,94         | +00 000778,       | +00264,63          |
| 64332      | Lème                   | Commune monopolarisée | Pyrénées-Atlantiques | +0006,72         | +00 000152,       | +00022,62          |
| 64335      | Lescar                 | Pôle urbain           | Pyrénées-Atlantiques | +0026,5          | +0 0008 191,      | +00309,09          |
| 64337      | Lespielle              | Commune monopolarisée | Pyrénées-Atlantiques | +0007,11         | +00 000140,       | +00019,69          |
| 64338      | Lespourcy              | Commune monopolarisée | Pyrénées-Atlantiques | +0007,09         | +00 000114,       | +00016,08          |
| 64339      | Lestelle-Bétharram     | Commune monopolarisée | Pyrénées-Atlantiques | +0008,63         | +00 000786,       | +00091,08          |
| 64343      | Limendous              | Commune monopolarisée | Pyrénées-Atlantiques | +0007,48         | +00 000381,       | +00050,94          |
| 64346      | Lombia                 | Commune monopolarisée | Pyrénées-Atlantiques | +0007,63         | +00 000163,       | +00021,36          |
| 64347      | Lonçon                 | Commune monopolarisée | Pyrénées-Atlantiques | +0005,52         | +00 000101,       | +00018,3           |
| 64348      | Lons                   | Pôle urbain           | Pyrénées-Atlantiques | +0011,53         | +00011 154,       | +00967,39          |
| 64352      | Lourenties             | Commune monopolarisée | Pyrénées-Atlantiques | +0008,94         | +00 000277,       | +00030,98          |
| 64358      | Lucgarier              | Commune monopolarisée | Pyrénées-Atlantiques | +0005,67         | +00 000288,       | +00050,79          |
| 64361      | Lussagnet-Lusson       | Commune monopolarisée | Pyrénées-Atlantiques | +0006,74         | +00 000147,       | +00021,81          |
| 64370      | Maucor                 | Pôle urbain           | Pyrénées-Atlantiques | +0004,92         | +00 000461,       | +00093,7           |
| 64373      | Mazères-Lezons         | Pôle urbain           | Pyrénées-Atlantiques | +0004,           | +0 0002 143,      | +00535,75          |
| 64374      | Mazerolles             | Commune monopolarisée | Pyrénées-Atlantiques | +0011,71         | +00 000749,       | +00063,96          |
| 64376      | Meillon                | Pôle urbain           | Pyrénées-Atlantiques | +0007,08         | +00 000738,       | +00104,24          |
| 64385      | Miossens-Lanusse       | Commune monopolarisée | Pyrénées-Atlantiques | +0009,16         | +00 000184,       | +00020,09          |
| 64386      | Mirepeix               | Pôle urbain           | Pyrénées-Atlantiques | +0003,29         | +00 000962,       | +00292,4           |
| 64387      | Momas                  | Commune monopolarisée | Pyrénées-Atlantiques | +0014,51         | +00 000391,       | +00026,95          |
| 64388      | Momy                   | Commune monopolarisée | Pyrénées-Atlantiques | +0006,           | +00 000108,       | +00018,            |
| 64389      | Monassut-Audiracq      | Commune monopolarisée | Pyrénées-Atlantiques | +0009,92         | +00 000309,       | +00031,15          |
| 64399      | Montardon              | Pôle urbain           | Pyrénées-Atlantiques | +0008,42         | +0 0001 836,      | +00218,05          |
| 64400      | Montaut                | Commune monopolarisée | Pyrénées-Atlantiques | +0015,41         | +00 000967,       | +00062,75          |
| 64405      | Morlaàs                | Pôle urbain           | Pyrénées-Atlantiques | +0013,15         | +0 0003 658,      | +00278,17          |
| 64413      | Narcastet              | Pôle urbain           | Pyrénées-Atlantiques | +0004,65         | +00 000520,       | +00111,83          |
| 64415      | Navailles-Angos        | Pôle urbain           | Pyrénées-Atlantiques | +0014,22         | +0 0001 196,      | +00084,11          |
| 64417      | Nay                    | Pôle urbain           | Pyrénées-Atlantiques | +0005,27         | +0 0003 204,      | +00607,97          |
| 64419      | Nousty                 | Commune monopolarisée | Pyrénées-Atlantiques | +0009,7          | +00 000736,       | +00075,88          |
| 64438      | Ouillon                | Commune monopolarisée | Pyrénées-Atlantiques | +0006,38         | +00 000355,       | +00055,64          |
| 64442      | Parbayse               | Commune monopolarisée | Pyrénées-Atlantiques | +0006,46         | +00 000243,       | +00037,62          |
| 64444      | Pardies-Piétat         | Pôle urbain           | Pyrénées-Atlantiques | +0007,47         | +00 000377,       | +00050,47          |
| 64445      | Pau                    | Pôle urbain           | Pyrénées-Atlantiques | +0031,51         | +00078 732,       | +02 498,64         |
| 64448      | Poey-de-Lescar         | Pôle urbain           | Pyrénées-Atlantiques | +0006,74         | +0 0001 288,      | +00191,1           |
| 64450      | Pomps                  | Commune monopolarisée | Pyrénées-Atlantiques | +0007,77         | +00 000179,       | +00023,04          |
| 64456      | Pouliacq               | Commune monopolarisée | Pyrénées-Atlantiques | +0003,41         | +000 00036,       | +00010,56          |
| 64463      | Rébénacq               | Commune monopolarisée | Pyrénées-Atlantiques | +0010,5          | +00 000673,       | +00064,1           |
| 64465      | Riupeyrous             | Commune monopolarisée | Pyrénées-Atlantiques | +0004,81         | +00 000151,       | +00031,39          |
| 64467      | Rontignon              | Pôle urbain           | Pyrénées-Atlantiques | +0007,06         | +00 000685,       | +00097,03          |
| 64469      | Saint-Abit             | Pôle urbain           | Pyrénées-Atlantiques | +0004,22         | +00 000274,       | +00064,93          |
| 64470      | Saint-Armou            | Commune monopolarisée | Pyrénées-Atlantiques | +0012,38         | +00 000512,       | +00041,36          |
| 64472      | Saint-Castin           | Commune monopolarisée | Pyrénées-Atlantiques | +0007,           | +00 000736,       | +00105,14          |
| 64478      | Saint-Faust            | Commune monopolarisée | Pyrénées-Atlantiques | +0013,51         | +00 000730,       | +00054,03          |
| 64482      | Saint-Jammes           | Commune monopolarisée | Pyrénées-Atlantiques | +0004,05         | +00 000583,       | +00143,95          |
| 64488      | Saint-Laurent-Bretagne | Commune monopolarisée | Pyrénées-Atlantiques | +0010,59         | +00 000362,       | +00034,18          |
| 64507      | Saubole                | Commune monopolarisée | Pyrénées-Atlantiques | +0005,1          | +000 00078,       | +00015,29          |
| 64511      | Sauvagnon              | Pôle urbain           | Pyrénées-Atlantiques | +0016,74         | +0 0002 351,      | +00140,44          |
| 64514      | Séby                   | Commune monopolarisée | Pyrénées-Atlantiques | +0005,97         | +00 000171,       | +00028,64          |
| 64515      | Sedze-Maubecq          | Commune monopolarisée | Pyrénées-Atlantiques | +0007,61         | +00 000191,       | +00025,1           |
| 64516      | Sedzère                | Commune monopolarisée | Pyrénées-Atlantiques | +0012,59         | +00 000339,       | +00026,93          |
| 64519      | Serres-Castet          | Pôle urbain           | Pyrénées-Atlantiques | +0013,71         | +0 0003 040,      | +00221,74          |
| 64520      | Serres-Morlaàs         | Pôle urbain           | Pyrénées-Atlantiques | +0004,19         | +00 000639,       | +00152,51          |
| 64523      | Sévignacq              | Commune monopolarisée | Pyrénées-Atlantiques | +0017,43         | +00 000606,       | +00034,77          |
| 64524      | Simacourbe             | Commune monopolarisée | Pyrénées-Atlantiques | +0011,08         | +00 000342,       | +00030,87          |
| 64525      | Siros                  | Pôle urbain           | Pyrénées-Atlantiques | +0002,21         | +00 000594,       | +00268,78          |
| 64526      | Soumoulou              | Commune monopolarisée | Pyrénées-Atlantiques | +0002,79         | +0 0001 015,      | +00363,8           |
| 64535      | Tarsacq                | Commune monopolarisée | Pyrénées-Atlantiques | +0004,23         | +00 000422,       | +00099,76          |
| 64536      | Thèze                  | Commune monopolarisée | Pyrénées-Atlantiques | +0007,93         | +00 000697,       | +00087,89          |
| 64544      | Urost                  | Commune monopolarisée | Pyrénées-Atlantiques | +0002,33         | +000 00060,       | +00025,75          |
| 64549      | Uzein                  | Commune monopolarisée | Pyrénées-Atlantiques | +0016,19         | +00 000818,       | +00050,53          |
| 64550      | Uzos                   | Pôle urbain           | Pyrénées-Atlantiques | +0003,52         | +00 000709,       | +00201,42          |
| 64554      | Viellenave-d'Arthez    | Commune monopolarisée | Pyrénées-Atlantiques | +0003,92         | +00 000154,       | +00039,29          |
| 64560      | Viven                  | Commune monopolarisée | Pyrénées-Atlantiques | +0003,63         | +00 000156,       | +00042,98          |
| 65176      | Ferrières              | Commune monopolarisée | Hautes-Pyrénées      | +0016,97         | +000 00082,       | +0 0004,8          |
|            | Total                  |                       |                      | +1 305,74        | +00214 820,       | +00164,52          |